# Franjevačka crkva i samostan sv. Petra i Pavla u Mostaru
Crkva sv. Petra i Pavla je rimokatolička crkva sa samostanom u Mostaru. Nalazi se uz rječicu Radobolju, podno Huma. Crkvom upravljaju franjevci.

## Povijest
Uvjeti za izgradnju ove crkve stvorili su se tek slabljenjem osmanske moći, popuštanjem stege i reformama Osmanskog Carstva. Nakon što je 1847. u Vukodolu izgrađen kompleks biskupske rezidencije, sjedište nove franjevačke provincije i sjedište mostarskog biskupa, godine 1866. došlo je do izgradnje franjevačke crkve sv. Petra i Pavla u samom gradu. Tridesetak godina poslije izgrađen je i franjevački samostan. Crkva je uništena u srpsko-crnogorskom granatiranju Mostara 1992. Poslije rata ponovno je izgrađena. Crkva ima najviši zvonik u Bosni i Hercegovini (107 metara). 